# 中西美智子
中西 美智子（なかにし みちこ）は、宮城県出身の日本の柔道家。現役時代は56kg級の選手。旧姓は西條 美智子。夫は71kg級の元世界チャンピオンの中西英敏。

## 人物
1977年に東海大学へ進学すると、女性としては初めてとなる同大学の柔道部員となった。3年の時には体重別選手権の57kg級で3位に入った。強化選手選考会の55kg級では決勝で接骨院勤務の速水頼子を破って優勝した。4年の時には強化選手選考会56kg級の決勝で日本電気の永井多恵子に敗れて2位だった。
1981年には東海大学の職員になると、体重別選手権の決勝で永井を破って優勝した。1983年の強化選手選考会では決勝で池島接骨院の池島一十衣を破って、今大会2度目の優勝を飾った。体重別選手権では3位だった。その後、国際武道大学の職員になると、大学で同期だった71kg級の世界チャンピオンである中西英敏と結婚して中西姓となった。1985年の強化選手選考会では3位だったが、体重別選手権では決勝で北海道女子短大1年の渡部五月を破って、今大会2度目の優勝を飾った。
引退後は松前柔道塾などで指導者となった。その後は直心館中西道場の代表を務めている。

## 主な戦績
- 1979年 -　体重別選手権　3位　57kg級
- 1979年　- 強化選手選考会　優勝　55kg級

56kg級での戦績
- 1981年　- 強化選手選考会　2位
- 1981年 -　体重別選手権　優勝
- 1981年 -　アジア選手権　2位
- 1983年　- 強化選手選考会　優勝
- 1983年 -　体重別選手権　3位
- 1985年　- 強化選手選考会　3位
- 1985年 -　体重別選手権　優勝

(出典)。

## 著書
- [少年柔道 基本げいこ―道場で習うけいこ・技術のすべてがわかる! (ジュニアスポーツ)] (共著) 大泉書店 2009年 ISBN 4278046987